# Campeonato Brasileiro de Handebol Masculino da Primeira Divisão
O  Campeonato Brasileiro de Handebol Masculino da Primeira Divisão é uma competição de clubes de handebol do Brasil. É o segundo torneio mais importante da modalidade organizado pela Confederação Brasileira de Handebol (CBHb), atrás somente da Liga Nacional de Handebol Masculino.

## Formato
Para viabilizar financeiramente a competição, o campeonato é realizado em duas fases. A primeira delas é preliminar e disputada regionalmente. Os vencedores de cada divisão zonal avançam para a fase final disputada em uma cidade-sede.

## Títulos

### Por equipe
| Clube                  | Títulos | Anos dos Títulos                           |
| ---------------------- | ------- | ------------------------------------------ |
| Clube Português        | 7       | 2008, 2010, 2011, 2014 e 2018, 2019 e 2021 |
| AD Itajaí              | 2       | 2012 e 2013                                |
| Sport Recife           | 1       | 2017                                       |
| AD Juiz de Fora        | 1       | 2016                                       |
| Associação Caçadorense | 1       | 2015                                       |
| UNOPAR Londrina        | 1       | 2009                                       |
| Itapevi                | 1       | 2007                                       |
| FME Campos             | 1       | 2006                                       |
| CR Chapecoense         | 1       | 2005                                       |
| Fortaleza EC           | 1       | 2004                                       |
| Morada Nova            | 1       | 2003                                       |
| AE Giorama             | 1       | 2002                                       |
| ASSEFE                 | 1       | 2001                                       |
| AD Blumenau            | 1       | 2000                                       |
| AD Canoas              | 1       | 1999                                       |
| AAH Chapecó            | 1       | 1994                                       |

### Por estado
| Estado           | Títulos |
| ---------------- | ------- |
| Pernambuco       | 8       |
| Santa Catarina   | 7       |
| Ceará            | 2       |
| Minas Gerais     | 1       |
| Paraná           | 2       |
| Rio de Janeiro   | 1       |
| Distrito Federal | 1       |